# Falsas energías

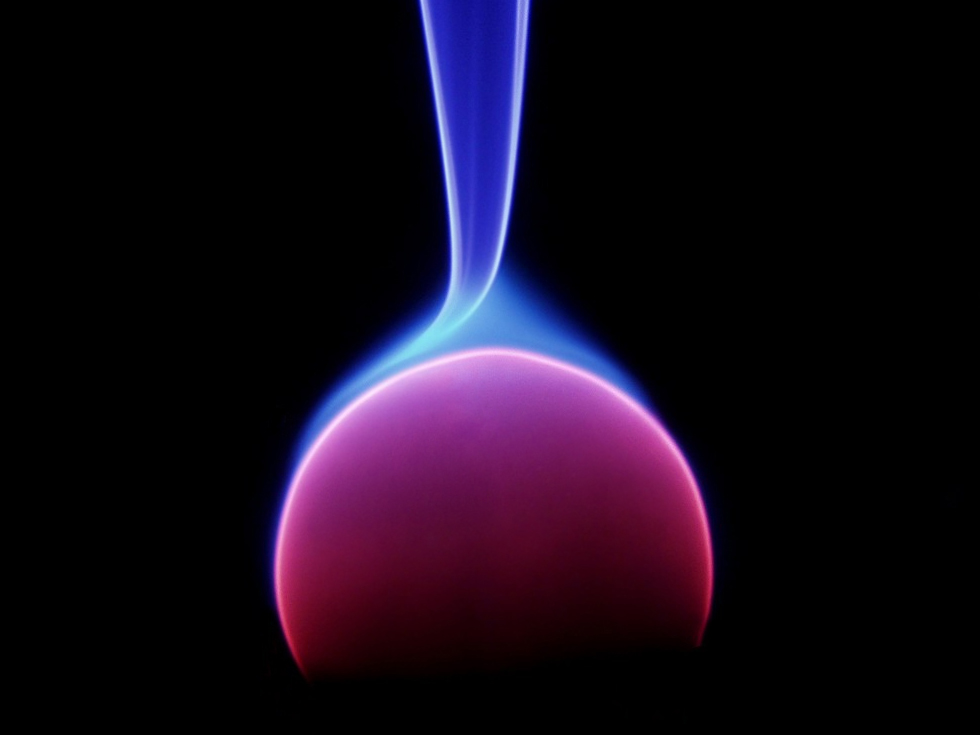
Representación energética

El término falsas energías es utilizado para referirse a todas aquellas manifestaciones tanto físicas como espirituales que no pueden ser comprobadas racionalmente y que en la mayoría de los casos están justificadas bajo la percepción y el juicio del usuario. Actualmente, escritores y practicantes utilizan el término energía de manera indiscriminada para referirse a diversas formas esotéricas de espiritualidad y medicina alternativa en las cuales no es posible verificar de manera científica el cúmulo de experiencias y fenómenos involucrados.
Las falsas energías se basan en un conjunto de creencias y prácticas en donde los creyentes desean, ingenua o maliciosamente, usar el término energía con una connotación científica para transferir verdad a sus proposiciones, las cuales explican toda clase de fenómenos mediante deformaciones de la realidad. Las falsas energías no comparten con la ciencia el planteamiento, las técnicas ni el cuerpo de conocimientos.

## Antecedentes
Desde hace varios siglos el ser humano ha desarrollado prácticas científicas, las cuales han sido consideradas una práctica formal a partir de la revolución copernicana (1543 - 1687). Sin embargo, existen registros de diversos procedimientos que datan de mucho antes a estas fechas y que siguen vigentes hasta nuestros días. 
La concepción del éter es uno de los más grandes ejemplos y sus primeras apariciones se remontan a la era aristotélica, donde este personaje afirmaba que el éter era el quinto elemento y el responsable del movimiento de los astros. Siglos más tarde, los científicos plantearon la posibilidad de que el universo estuviera lleno de una sustancia denominada “éter”, la cual sería responsable del comportamiento de la luz y la gravedad. Esta concepción fue aceptada y defendida por mucho tiempo hasta que fue descartada debido a que no pudo encontrarse evidencia que justificara la presencia de tal sustancia en el espacio exterior.

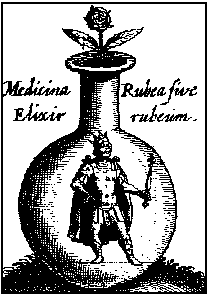
Elixir desarrollado por alquimia

La alquimia es probablemente otra de las más antiguas, fue practicada en distintos lugares como Mesopotamia, India, la Antigua Grecia y en el caso de Europa hasta el siglo XVlll. Esta popular disciplina se caracteriza por poseer procedimientos de carácter científico en tanto que también alberga ideologías que divergen del primero por tener naturaleza mística y esotérica. Los resultados, postulados y teorías ofrecidas por la alquimia fueron en su tiempo aceptados como verdaderos, sin embargo, con el paso del tiempo y el desarrollo científico gran parte de estas aportaciones han sido calificadas como falsas en el sentido de que carecen de evidencia, otros tantos han sido de utilidad tanto para el desarrollo de nuevo conocimiento como para la ejecución de las prácticas mismas.
La historia está llena de ejemplos donde el apego a la ideología ofrece respuestas satisfactorias y racionales, pero en la mayoría de los casos, el paso del tiempo no hace más que refutar tales aseveraciones. No importa el contexto histórico de estudio, siempre surgen proposiciones descriptivas de los fenómenos naturales, sean racionales o no, con o sin evidencia, fuertemente aceptadas o rechazadas. Esto se debe a que la ciencia y la búsqueda de la verdad no son prácticas estáticas, cambian y evolucionan en la medida que el nuevo conocimiento corrige y sustituye al anterior, sin embargo, el límite del entendimiento humano es la razón por la que surgen vacíos que no pueden ser cubiertos por la ciencia. Esta situación es óptima para la creación de falsas creencias y la obtención de todas las respuestas posibles ante lo desconocido. La confiabilidad de la sociedad frente a los supuestos que se venden como verdades depende en gran medida del criterio, el nivel de educación y el acceso a la información, lo que dificulta aún más la tarea de discernir entre la evidencia genuina de la que no lo es.

## Concepción de energía en las pseudociencias
La ciencia es considerada una de las fuentes más confiables de conocimiento por lo que es necesario distinguirla del conocimiento pseudocientífico, el cual se define como una ciencia pretendida o falsa, una colección de creencias relacionadas con el mundo y que erróneamente se cree que están fundamentadas en el método científico, o que tienen el mismo estatus que las verdades científicas.
Las pseudociencias se caracterizan por ofrecer conceptos, métodos y resultados que, alegando de ser científicos, no pueden ser comprobados. En la mayoría de los casos, invaden el terreno científico con la finalidad de que la terminología utilizada transfiera verdad a sus postulados, los cuales muestran la realidad de forma tergiversada.

### Móviles perpetuos de primera especie
Un móvil perpetuo es una máquina hipotética capaz de continuar moviéndose o funcionando perpetuamente, después un impulso inicial, sin necesidad de suministrar energía al sistema. Cuando la ley de conservación de energía no había sido postulada, era difícil explicar el error en el funcionamiento de estos artefactos, actualmente toda máquina que funcione de manera parcial o total violando la ley conservación de energía, promoviendo un movimiento perpetuo, es rechazada
Todos los móviles perpetuos mecánicos de la Edad Media tienen sustento la idea de Villard de Honnecourt: la creación del desequilibrio constante de las fuerzas de gravedad sobre una rueda u otro dispositivo que se mueve de manera continua. Los móviles perpetuos magnéticos surgieron de la ciencia de los imanes, poco investigada en la Edad Media y Moderna, se fundamentaban en la analogía entre la fuerza de gravedad y la fuerza de atracción magnética.
En del siglo XIX, con la aportación de Sadi Carnot con el ciclo que lleva su apellido, se comprobó que no podían existir máquinas que pudiesen generar movimiento sin causa mecánica externa a la máquina en cuestión, lo que se conoce como principio de imposibilidad del móvil perpetuo de primera especie, el cual establece que es físicamente imposible la existencia de una máquina que funcione perpetuamente produciendo trabajo neto sin ninguna entrada neta de energía externa.
Algunos defensores del móvil perpetuo como Martin Gardner afirman que los artefactos no generan energía de la nada sino que pueden usar la energía del vacío o "punto cero" para funcionar. Sin embargo, la capacidad de aprovechar la energía de punto cero para el trabajo útil no ha sido demostrada. No hay evidencia científica de que la energía del punto cero puede ser utilizada para violar de la ley de la conservación de la energía. Del mismo modo, la teoría que afirma la existencia de la energía del vacío también estipula que es prácticamente imposible aprovecharla, por lo tanto, el razonamiento de promover móviles perpetuos con este argumento es irracional e ignora los postulados establecidos por la comunidad científica.

### Vitalismo
El vitalismo postula la existencia de una energía vital sin la cual la vida no podría ser argumentada. De tal manera que además de todas las propiedades físicas que un organismo puede poseer, existe algo llamado “élan vital”o "energía vital" que está impregnado en la materia orgánica y le permite transformarse en una entidad biológica. La energía vital se considera indiferente a la leyes fisicoquímicas que determinan el comportamiento del mundo inanimado. En 1828 Friedrich Wöhler sintetizó urea a partir de compuestos que no pertenecían al mundo vivo: el cianato de plomo y el metano. En aquel entonces se creía que los productos biológicos como la urea eran producidos solo por seres vivos, la síntesis de Wöhler mostró que las leyes que actúan en el mundo orgánico no son diferentes a las leyes que actúan en el mundo inorgánico y que la química y la física pueden estudiar los seres vivos.
El vitalismo representa un motor significativo en la historia de la biología, define la manera en la que la ciencia de la vida ha llegado a constituir su propio dominio específico distinto de los de la física y la química. A pesar de que es un error dotado de una función histórica, actualmente la existencia de energías indefinidas en las prácticas biológicas y de la salud es insostenible. El vitalismo pone en evidencia la importancia de diferenciar cuando una noción científica está respaldada por evidencias y cuando se trata de una suposición utilizada para explicar un fenómeno desconocido.

## Desde el punto de vista científico
El término energía en ciencia se refiere a una propiedad intrínseca a los objetos y sustancias que se manifiesta a través de cualquier tipo de esfuerzo, movimiento o transformación. Debido a que existe un gran número de energías diferentes para describir distintos fenómenos, podría pensarse que cualquier cosa es energía, sin embargo, esta propiedad tiene la cualidad de conservarse tal como dicta el principio de conservación de energía postulado por Antoine Lavoisier: “La energía no se crea ni se destruye, sólo se transforma".

Principio de conservación de energía. Equivalencia entre energía cinética y potencial.

Esto es que en cualquier proceso la energía en un estado determinado es la misma que en cualquier otro estado diferente, no necesariamente del mismo tipo, pero sí de manera equivalente. La conservación y las transformaciones de la energía son particularmente útiles para cuantificar, controlar y explicar los fenómenos naturales.
Actualmente existe un uso desmedido de la palabra “energía” dentro de la explicación de diferentes procesos, procedimientos, experiencias, terapias y estados de ánimo con el objetivo de otorgar veracidad los supuestos que se plantean como hechos. Este tipo de reportes se encargan de apropiar términos científicos para designar de forma tergiversada fenómenos de los cuales no existe evidencia y que además contradice en muchos casos a la ya existente. En este sentido, no solo se pretende hacer pasar un conjunto de creencias como evidencia sino hacer lucir con apariencia científica a lo que no lo es. Sergio de Régules (1999) advierte lo siguiente:
“¿Has oído en la tele palabras como “energía positiva”, “vibraciones”, o “física cuántica”? Seguro que sí. Éstas son palabras que provienen del lenguaje técnico de la ciencia, y que en la ciencia tienen un significado muy preciso, sin connotaciones de valor o esotéricas. Fuera de contexto, como en los programas sobre ovnis y fenómenos paranormales, a estas palabras se les puede dar cualquier significado.
Por ejemplo, parece que los conductores de esos programas están convencidos de que la energía positiva es buena y la energía negativa es mala. Pero la energía de una explosión atómica es tan positiva como se puede ser y a la vez muy, pero muy mala. Otro ejemplo: desde cierto punto de vista podemos decir que todo lo que se encuentra sobre la superficie de la Tierra (o por lo menos en su campo gravitatorio) tiene energía potencial negativa. ¿Crees que podamos atribuir a esto todos los problemas del mundo? Por supuesto que no. La energía potencial negativa no tiene nada que ver con la guerra y la ignorancia.
Lo que ocurre es que ciertas personas supersticiosas emplean el término científico “energía” como sustituto de “suerte”. En vez de decir “mala suerte” dicen “energía negativa”. Así disfrazan su superstición de ciencia.”
Uno de los grandes problemas de este tipo de prácticas es el de ofrecer creencias como verdaderas sin la posibilidad de ser confrontadas, es decir, sin seguir el método científico. Por su parte, la ciencia adquiere confiabilidad gracias a que puede ser puesta a prueba y refutada en caso de encontrar inconsistencias, mientras que el resto de procedimientos místicos se ajustan a las situaciones volviendo imposibilidad el demostrar que lo que está premeditado como ley sea falso.
Otro de los inconvenientes hace referencia al impacto que esta clase de información tiene en la sociedad, esto se debe principalmente a que la diferencia entre ciencia y pseudociencia es casi imperceptible. Como indica Sergio de Regules (2016):
“Si quieres pertenecer a un grupo de amigos que no te acepta (cosa que no te recomendamos) puedes tratar de vestirte, hablar y conducirte como ellos. Es un truco viejísimo parecido en cierta forma a lo que hacen los virus desde hace miles de millones de años para invadir células. Un virus está revestido de ciertas proteínas que le abren las puertas de la célula. Una vez dentro, suelta su material genético y obliga a la célula a hacer copias del virus, que invaden otras células. Las pseudociencias, como los virus, se visten de lo que no son para engañar a los incautos.”
Actualmente existe un gran número de reportes pseudocientíficos, en diferentes medios de comunicación, donde se incita a realizar prácticas que podrían atentar con la integridad de la población al sugerir procedimientos que no han sido probados o que definitivamente están contraindicados para obtener bienestar físico o emocional.
Además de identificar el tipo de información que se presenta, existe otro problema relacionado con la aceptación de evidencia y es que una vez que ciertas afirmaciones son categorizadas como pseudociencia, por cuestiones culturales y biológicas se decide de manera activa ignorar la evidencia, ya que resulta más cómodo el aferrarse a un sistema de creencias establecido y anteriormente aceptado que adoptar uno nuevo y todas las implicaciones involucradas, como lo es el realizar un esfuerzo y pensar de manera racional.
La situación trasciende hasta el punto en el que la confrontación se extiende a los individuos en vez de los argumentos: 
“No es la primera vez que este tipo de disputas se acaban judicializado. En el 2008, el escritor Simon Singh fue denunciado por la asociación británica de quiropraxia a raíz de la publicación de un artículo en el que se definía a la entidad como un ente que "promueve tratamientos engañosos". En el 2010, Fernando Cuartero, catedrático de la Universidad de Castilla-La Mancha (UCLM), también fue denunciado y juzgado por calificar de 'vulgares estafadores' a unos espiritistas.”
La desaparición de estas prácticas resulta imposible. Hay altas probabilidades de provocar impactos negativos en la sociedad por el carácter de las mismas e incrementan al asumir que el hombre tiene un sesgo cultural y biológico para identificar el engaño. Ante estas condiciones es recomendable ser críticos, buscar información confiable y adoptar posturas que estén racionalmente justificadas.

## Falsas energías populares en elsigloXXI

### Bioenergía
La bioenergía es un término utilizado por distintas asociaciones y seguidores pseudocientíficos para designar una relación entre la energía del mundo natural y otro tipo de energía exclusiva del cuerpo humano con la que aseguran aliviar todo tipo de padecimientos y enfermedades. Existen algunas discrepancias en cuanto a la definición de bioenergía ya que los promotores no poseen una definición unificada o consistente y presentan continuamente diferencias en el significado.
La razón por la que los procedimientos relacionados con la bioenergía pasan desapercibidos ante las pruebas racionales es que utilizan argumentos y términos científicos para dar fe de ser verdaderos. En la mayoría de sitios informativos se plantean procedimientos tecnológicos de vanguardia y el uso del método científico que, con ayuda de la física cuántica pueden monitorear los campos bioenergéticos del cuerpo humano para sanarlo por completo, sin embargo, no existe información relacionada al funcionamiento de los métodos o para corroborar la evidencia. Del mismo modo, existe un uso inadecuado de la palabra energía para designar a este tipo de procedimientos curativos, ya que la evidencia histórica sugiere que todo tipo de energía se conserva mediante transformaciones y por lo tanto puede ser cuantificable, en tanto que, si la “bioenergía” no puede ser medida entonces no se trata de energía sino de un concepto ficticio que no tiene significado físico.

### Energía piramidal
A pesar de que existen algunas diferencias y contradicciones en cuanto a la definición de energía piramidal, suele referirse con mayor frecuencia a la energía biocósmica acumulada en el centro de la pirámide o al proceso mediante el cual la energía biocósmica presente en el cuerpo humanos es enfocada con ayuda de pirámides.
Las descripciones del funcionamiento de la energía piramidal emplean constantemente definiciones y hechos científicos para proporcionar credibilidad a sus postulados, 

Cuerpo geométrico piramidal.

“La aplicación de la energía piramidal en la esfera de la salud está basada en el restablecimiento del balance energético de la persona enferma mediante el suministro de energía vital según su necesidad. Este suministro energético se efectúa a partir de la energía concentrada en el centro de la pirámide (..). Es posible que un grupo de células vibren a una cierta frecuencia cuando gozan de buena salud, pero cuando esta frecuencia se ve perturbada por alguna razón, se produce un estado de enfermedad. O sea que podemos concluir que los signos y síntomas de una enfermedad no son otra cosa que las manifestaciones externas del desequilibrio en el flujo energético del organismo”
Con relación a esta pseudo-energía, se sostiene que se produce gracias a la estructura piramidal, dentro y alrededor de diversas maneras. Estas vibraciones energéticas se convierten en frentes de ondas donde la resonancia genera un movimiento de moléculas dentro de cualquier materia colocada en este campo energético, y se prolonga por periodos indefinidos en función de la consistencia de la materia. El generador de esta fuente energética lo constituye una estructura piramidal, de dimensiones rigurosamente exactas con una cavidad resonante. Sin embargo no existe ningún tipo de información que describa las maneras en las que se produce la energía piramidal, tampoco se ofrece evidencia de la relación entre la orientación de las moléculas en presencia de campos externos y la infinidad de enfermedades que aquejan a la raza humana. 
No obstante, las conjeturas ofrecidas van en contra de la evidencia científica con respecto a las causas y tratamiento de dichas enfermedades, al poder curativo de los campos electromagnéticos, a la selectividad de los padecimientos, a la supuesta capacidad que tienen las pirámides de albergar energía electromagnética y a los cambios fisicoquímicos que sufre la materia al ser introducida dentro de estructuras piramidales.
Al igual que la bioenergía, la de tipo piramidal no puede ser medida de ninguna manera, por lo tanto, tampoco puede definirse como energía.

### Energía vital
La energía vital es un término utilizado en la Nueva Era para describir una serie de visiones del mundo sin evidencia científica o que han sido rechazadas por la comunidad científica, las cuales implican la reestructuración de la realidad por parte de sus partidarios.
Aunque aún se desconocen algunos mecanismos en el funcionamiento y comportamiento del cuerpo humano como la relación de algunas bacterias con el desarrollo de enfermedades, la causa de padecimientos neuro-degenerativas o el autismo, se sabe que la transformación y uso de la energía en el cuerpo está ligado a reacciones bioquímicas comprobadas desde 1929, donde Cyrus Fiske y Yellapragada Subbarao lograron aislar trifosfato de adenosina del músculo humano y en 1942 cuando Fritz Lipmann postuló las primeras ideas de cómo el Adenosin Trifosfato (ATP) se relaciona con la energía de las entidades biológicas.
Términos como  Qi o prana son conceptos referentes a la energía vital, sin embargo, una breve evaluación desvirtúa su validez:
1. La supuesta energía vital se puede medir pero no se especifica cómo y en qué unidades.
2. No existen pruebas empíricas de las curaciones a partir de terapias que utilizan energía vital o de las demostraciones de fortaleza extrema a partir de un supuesto manejo de la energía.
Uno de los tantos casos es el de Jukka Lampila, considerado maestro en fuerza vacía. Esta  técnica afirma aprovechar el poder de la energía vital del cuerpo para permitir a los maestros defenderse de oponentes sin establecer contacto físico. En una de las demostraciones de Lampila, un grupo de escépticos se ofrecieron para poner a prueba las habilidades del maestro, pero la técnica no tuvo efecto en el grupo de escépticos a pesar de que en los seguidores sí lo tuvo.

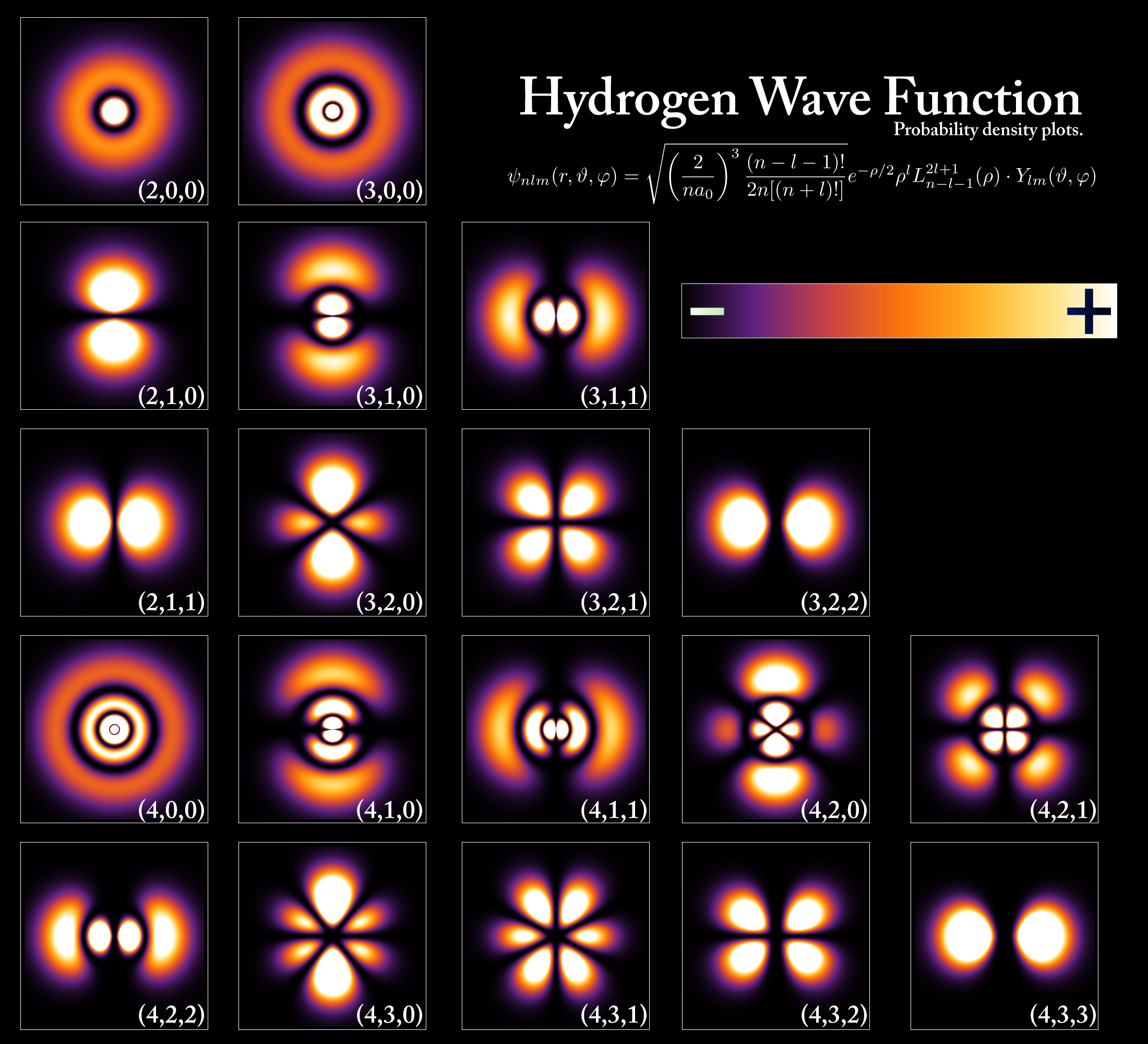
Función de onda del átomo de hidrógeno, producto de la mecánica cuántica.

### Energía cuántica
A partir del trabajo de Albert Einstein relacionado con el efecto fotoeléctrico en 1905 y del modelo cuántico de Max Planck en 1900 referente a la radiación del cuerpo negro, nació la mecánica cuántica que se desarrolló durante todo el siglo XX. Desde el punto de vista científico en el nivel cuántico, la energía es irradiada y absorbida en paquetes discretos definidos como fotones. De acuerdo a Planck, cada elemento de energía es proporcional a su frecuencia.
Sin embargo, los conceptos relacionados con la mecánica cuántica han sido distorsionados en la introducción y desarrollo de la curación cuántica, con la cual, se asegura que este tipo de fenómenos gobierna la salud de los seres humanos debido a que la información codificada en nuestras células se puede materializar usando como analogía la ecuación de Einstein {\displaystyle E=mc^{2}}.
La curación cuántica  combina y manipula de forma irresponsable conceptos de conciencia, cerebro, cuerpo y mente con efectos que ocurren a nivel cuántico sin presentar ninguna evidencia empírica.
Por otro lado está demostrado que los objetos macroscópicos como los humanos o células individuales son demasiado grandes para exhibir propiedades cuánticas inherentes como la interferencia y el colapso de la función de onda.

## Identificación de falsas energías
Las terapias que implementan métodos y cantidades no verificables son incompatibles con el principio de conservación de la energía y son intrínsecamente incompatibles con las aspiraciones de la medicina científica.
Las falsas energías enfocadas en terapias de sanación son particularmente peligrosas y dañinas dado que mezclan aspectos místicos refutados por la investigación médica, como la creencia en energías misteriosas que controlan la salud y la enfermedad.
En los medios de comunicación frecuentemente se promocionan terapias alternativas basadas en falsas energías,estas se pueden identificar si cumplen algunas de las siguientes características:
- El anuncio afirma que la terapia arroja resultados extremadamente notables y efectivos.
- Alguien gana grandes sumas de dinero vendiendo la terapia, brindando capacitación o dando conferencias sobre la misma.
- Alguien recibe un reconocimiento personal o profesional significativo como un "experto" de la terapia.
- Quienes reciben capacitación para practicar la terapia deben firmar promesas de confidencialidad.
- Se usan neologismos, palabras inventadas que describen el método de evaluación y cómo funciona.
- Existe una aplicación inapropiada de terminología científica para describir el funcionamiento del método.
- No se han realizan investigaciones sobre la confiabilidad y validez de la terapia.
- Se usa una dependencia excesiva de comentarios personales, anecdóticos y evidencia testimonial con respecto a la utilidad del método de evaluación.
- Se exageran las afirmaciones, de que la terapia es notablemente efectiva para evaluar una amplia gama de problemas, a menudo aparentemente sin relación.
- La invocación del lenguaje teológico o religioso (por ejemplo, chakras, Qi, Reiki, Prana, ángeles, espíritus de los muertos) para describir cómo funciona la terapia.
- Afirmar que evalúa fuerzas no religiosas pero de otro modo metafísicas o campos de energía desconocidos para la ciencia (por ejemplo, auras, campos bioenergéticos).
- Cuando la terapia no da resultados, se afirma que la causa es el terapeuta o algún otro factor externo, nunca se cuestiona el método mismo.

Por su parte, el criterio de Hansson establece que un enunciado es pseudocientífico si y sólo si:
1. Se refiere a un problema dentro del dominio de la ciencia en un sentido amplio (criterio de dominio científico). 
2. Adolece de una grave falta de fiabilidad, tal que no resulta en absoluto ser de confianza (criterio de la falta de fiabilidad). 
3. Es parte de una doctrina para la que sus defensores tratan de crear la impresión de que representa el conocimiento más confiable de su temática (criterio de la doctrina desviada).